# Krypteria
Krypteria fue una banda de metal sinfónico alemana fundada en el 2001 por su vocalista, la alemana/coreana Ji-In Cho. Fueron reconocidos mundialmente por su sencillo "Liberatio" dedicada a las víctimas del tsunami del 26 de diciembre de 2004. Las canciones de Krypteria suelen combinar letras en inglés con coros en los que suenan cánticos en latín.
Ji-In y sus compañeros se han consolidado como una de las bandas más atractivas en toda Europa.
Luego de dar por finalizada su formación en el 2004, el cuarteto ha sorprendido a todo su público desde ese entonces. En sus comienzos, hablando de Liberatio en el 2003 e In Medias Res en el 2005, la banda solía tocar música New Age. Fue hasta su tercer álbum Bloodangel's Cry que su género cambio radicalmente, tornándose al Power Metal, pero conservando sus orígenes sinfónicos con sus peculiares cánticos gregorianos en los coros. Desde sus inicios fueron parte de la disquera Sinergy Records.
Durante el segundo semestre del 2006, la banda empezó a grabar su espectacular álbum Bloodangel's Cry, sin interrupción alguna, más que su concierto debut en Vietnam, en donde tocaron el primer sencillo de su nuevo álbum, canción titulada Sweet Revenge, la cual fue previamente incluida en su EP Evolution Principle. Finalmente, su esperado disco fue lanzado en enero del 2007. Desde ese entonces han comprendido una gira mundial. En México fueron conocidos gracias al programa Calibre 45, presentado por Claudio Rodríguez del canal Telehit. El video de dicho álbum fue Somebody Save Me.
A finales del 2008 fue anunciado en su web oficial el lanzamiento de un nuevo álbum, que después titularían My Fatal Kiss. Dicho álbum fue lanzado el 27 de agosto de 2009. En él, la banda deja atrás sus coros en latín, y adoptan un estilo más alternativo, como se aprecia en For You I'll Bring the Devil Down, primer video del álbum. Previamente al lanzamiento del álbum, fue lanzado el primer sencillo titulado Ignition.
En 2011, Krypteria lanza su cuarto disco de estudio All Beauty Must Die mediante su propio sello Liberatio Music. Este se convertiría en el disco más exitoso de la banda hasta el momento. Un año después, la banda anuncia un parón indefinido debido al embarazo de la vocalista.
En 2016, resurgen bajo el nombre And Then She Came. Lo cual indica que la etapa como Krypteria probablemente está finalizada. 

## Miembros
| Nombre          | Instrumento | Imagen |
| --------------- | ----------- | ------ |
| Ji-In Cho       | Voz         |        |
| Chris Siemons   | Guitarra    |        |
| Frank Stumvoll  | Bajo        |        |
| S.C. Kuschnerus | Batería     |        |

## Discografía
- Krypteria (2003)
- Liberatio (2005)
- In media res (2005)
- Evolution Principle (EP) (2006)
- Bloodangel's cry (2007)
- My Fatal Kiss (2009)
- All Beauty Must Die (2011)